# Косово (місто)
Косово, Косів (біл. Косаў, Ко́сава, пол. Kosów, Kossów) — місто в Івацевицькому районі Берестейської області республіки Білорусь, за 151 км на північний схід від Берестя, за 15 км на північний захід від Івацевичів, за 13 км від залізничної станції Коссово-Поліське на лінії Берестя-Барановичі. Автомобільними дорогами пов'язане з Ружанами, Івацевичами, Нехачевим.

## Історія
В Косові збереглося городище X—XI століть, яке виникло на торговому шляху. В письмових джерелах поселення вперше згадується в 1494 році в привілеї великого князя Великого князівства Литовського Олександра Ягеллончика, який подарував селище з околицями маршалку Яну Хрептовичу.
У 1517 нащадки Хрептовича продали маєток за борги, а потім протягом трьох століть Косово змінювало господарів від одного магнатською роду до іншого: Осціки, Сангушки, Мелешко, Сапіги, Флемінги, Чорторийські. З 1560 року містечко у складі Слонімського повіту. У 1597 році тут налічувалася 79 дворів, 2 вулиці, 27 корчми, шинок, церква, костел (з 1526 р.).
4 лютого 1746 року в Косово у дрібнопомісного шляхтича Людвика Костюшка народився син Тадеуш — майбутній національний герой США і керівник повстання 1794 року за незалежність Речі Посполитої.

W aktach kościoła kossowskiego znajduje się dotąd metryka chrztu Tadeusza Kościuszki, urodzonego 1746 na folwarku Mereszowszczyżnie, należącym do dóbr K i odleglim o parę wiorst od mka K.

Після третього поділу Польщі 1795 року Косово у складі Російської імперії, як містечко Слонімського повіту Слонімської губернії, з 1797 року Литовської губернії, з 1801 року Гродненської губернії.
На початку 19 століття Косовом заволодів граф Вандалін Пусловський. Пусловський відкрив суконну мануфактуру, у якій була встановлена перша в Білорусі парова машина. За півтора кілометра від містечка, в урочищі Мерешовщина в 1838 році він наказує закласти великий палац-замок в стилі неоготики за проектом варшавського архітектора Франтішека Ящолда. Приблизно після 1870 року провадилась реконструкція за проектом Владислава Марконі. У палаці налічувалося більше 130 кімнат. В парку палацу росло понад 150 видів екзотичних рослин і була водна система з двох водоймищ, розділених дамбою.

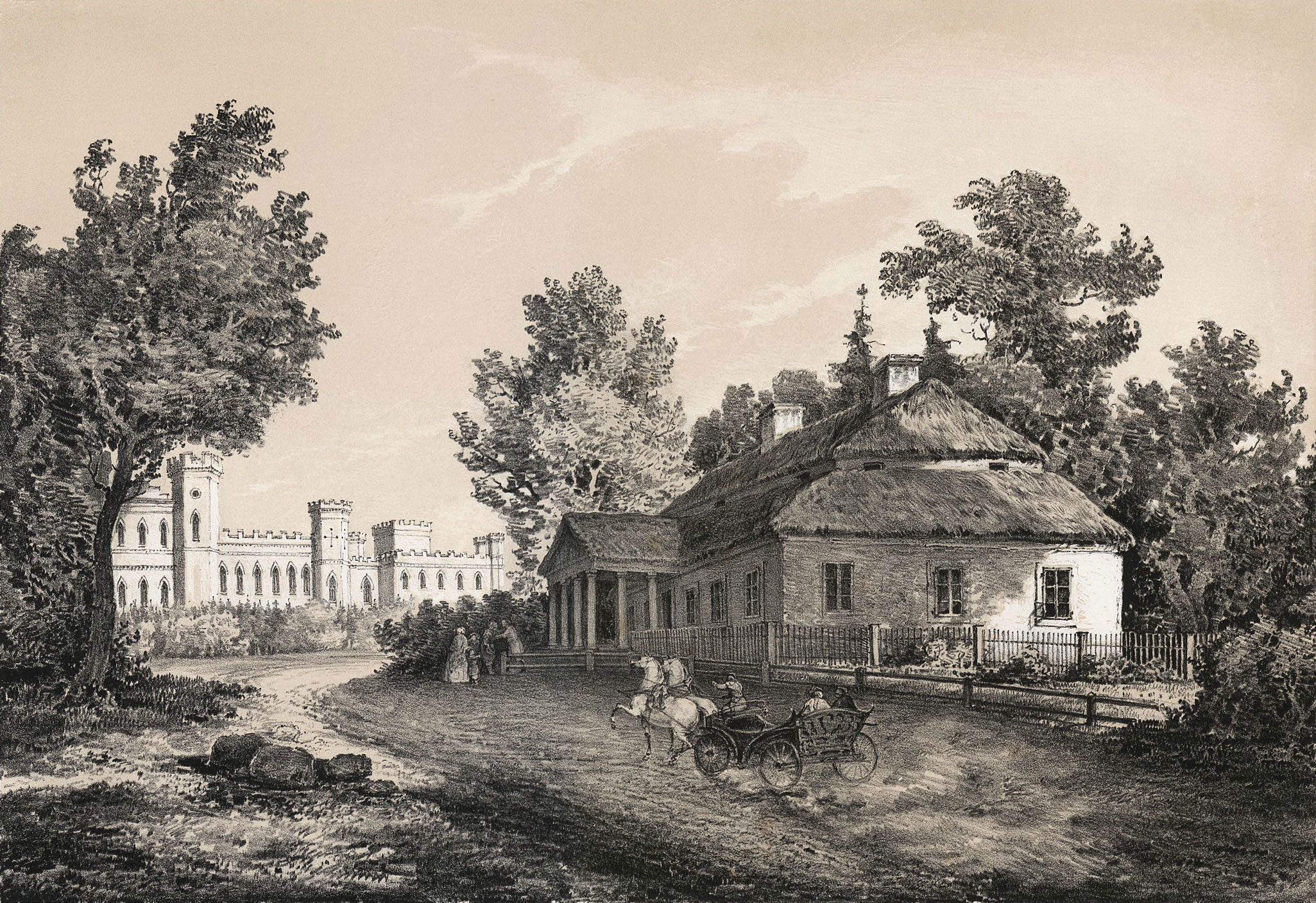
Косів, Мерешовщина. Палац Вандаліна Пусловського і будинок, у якому народився Тадеуш Костюшко. Наполеон Орда, 1875.

У 1897 році в Косові було 4143 особи, налічувалася 431 хата, діяли народні училища, суконна фабрика, гарбарня, 2 церкві, костел, каплиця, пошта, 58 крамниць, проводилося 8 ярмарків у рік.
У Першу світову війну з палацу пропала колекція рідкісних рукописів, зникли скульптури, картини, коштовності. Загинули сад та оранжерея, від якої до наших днів збереглися тільки розкішні кущі бузку і глоду.
З 1921 Косово у складі Польщі. У 1927 поліція розстріляла тут демонстрацію робітників. Після входження Косово до складу Польщі палац став власністю держави. До 1939 року в ньому розміщувалися окружна управа і школа бджолярів. Після нападу СРСР на Польщу 17 вересня 1939 року місцеве населення було пригнічуване і репресоване, а 25 поляків вбито 17—20 вересня поблизу Косова. З 1939 анексоване СРСР й долучене до БРСР, з 1940 по 1947 центр району.
У Другу світову війну в Косові і районі німці знищили 3112 осіб. У 1943 році палац Пусловських, у якому був німецький штаб, підпалили партизани. Тоді ж втретє згоріла і садиба Костюшка.
З 1947 року Косово в Івацевицькому районі. З 1991 року містечко належить незалежній Білорусі. В 1999 році на місці колишнього палацу був встановлений меморіальний камінь. Відновлено родове гніздо Костюшка. Будинок повторює зображену в XIX столітті художником Наполеоном Ордою будову на тлі палацу Пусловських.

## Населення
За переписом населення Білорусі 2009 року чисельність населення міста становила 2029 осіб.

### Національність
Розподіл населення за рідною національністю за даними перепису 2009 року:
| Національність            | Осіб | Відсоток |
| ------------------------- | ---- | -------- |
| білоруси                  | 1904 | 93,84 %  |
| росіяни                   | 83   | 4,09 %   |
| поляки                    | 23   | 1,13 %   |
| українці                  | 15   | 0,74 %   |
| литовці                   | 1    | 0,05 %   |
| узбеки                    | 1    | 0,05 %   |
| румуни                    | 1    | 0,05 %   |
| національність не вказана | 1    | 0,05 %   |
| Разом                     | 2029 | 100 %    |